# 産業医科大学
産業医科大学（さんぎょういかだいがく、英語: University of Occupational and Environmental Health, Japan）は、福岡県北九州市八幡西区医生ヶ丘1番1号に本部を置く日本の私立大学。厚生労働省労働基準局が所管する公設民営大学である。略称は産業医大、産医大。1977年創立、1978年大学設置。

## 概要
教育基本法及び学校教育法に従い、医学及び看護学その他医療保健技術に関する学問の教育及び研究を行う。特に、労働環境と健康に関する分野におけるこれらの学問の振興と人材の育成に寄与することを目的とする。産業保健推進の中心的役割を担う産業医や勤労者医療従事者、産業保健に通じた看護師、保健師、産業保健のマネジメントの専門家、産業医学研究者等産業保健分野の人材育成と産業医学の振興を目指している。
これらは労働者の安全・衛生の確保に必要な事業として、労働者災害補償保険法に基づく社会復帰促進等事業から補助が行われている。私立大学だが、厚生労働省労働基準局所管の公益財団法人産業医学振興財団の助成を受けており、運営費用の大部分を労働保険特別会計労災勘定からの助成で賄っている。そのため「産業医学・産業保健」や「働く人々の健康」が強調されているのがカリキュラムの特徴である。
その影響もあり、私立大学としては唯一、国公立大学共通一次試験を入学試験に利用していた。共通一次の後継制度である大学入試センター試験も引き続き入学試験に利用し、国公立大学と同じ日程（前期・後期）で入試を実施していたが、2005年度（平成17年度）の入試からは独自日程に移行し、競争倍率が急増した。
九州大学医学部出身の教授が多いが、医学部や産業生態科学研究所では、卒業生の教授の数も増加している。
6年間の学費は約3000万円だが、学費から国立大学の入学金および授業料に相当する額を除いた額は貸与され、卒業後9～11年間指定された機関で勤務すれば返還が免除される。この費用は産業医学振興財団を介して厚生労働省の産業医学助成費補助金により賄われている。2003年度（平成15年度）以前の入学者は学費の全額が貸与されていたが、補助金の削減などに伴い制度の改変がなされた。さらに施設費等を毎年徴収されるようになり、6年間で約1100万円の実質負担額が必要となっている。
産業医としての求人が東京、大阪などの大都市圏から多数寄せられるのに対し、入学希望者は地元九州からの志願が多い。卒業後の産業医就職を促進するため、推薦入試制度に地域推薦枠を設けたり、大都市圏の入学志願者の確保のための広報活動を通して入学者の地域偏在を是正する努力もされてきた。

## 沿革
- 1977年（昭和52年）12月 - 学校法人産業医科大学の設立認可及び産業医科大学の設置認可
- 1978年（昭和53年）
  - 1月 - 学校法人産業医科大学設立
  - 4月 - 産業医科大学開設
- 1979年（昭和54年）4月 - 産業医科大学医療技術短期大学開設
- 1982年（昭和57年）
  - 1月 - 医学部が大学入学者選抜共通第1次試験参加
  - 4月 - 産業医科大学医療技術短期大学専攻科開設
- 1984年（昭和59年）
  - 3月 - 産業医科大学大学院の設置認可
  - 4月 - 産業医科大学大学院開設。産業医学基本講座開設
- 1986年（昭和61年）4月 - 産業生態科学研究所を設置
- 1989年（平成元年）4月 - 産業医学卒後修練課程開設
- 1995年（平成7年）12月 - 産業保健学部の設置認可
- 1996年（平成8年）4月 - 産業保健学部開設
- 2004年（平成16年）4月 - 産業保険学部環境マネジメント学科開設
- 2011年（平成23年）4月1日 - 北九州市より北九州市立若松病院の譲渡を受け、附属病院に移行[6]
- 2013年（平成25年）
  - 4月 - 産業医科大学大学院医学研究科医学専攻改組
  - 10月 - 産業医科大学大学院医学研究科看護学専攻の設置認可
  - 12月 - 産業医科大学大学院医学研究科産業衛生学専攻の設置認可
- 2014年（平成26年）4月 - 産業医科大学大学院医学研究科看護学専攻（修士課程）及び産業衛生学専攻（修士課程）開設
- 2015年（平成27年）4月 - 産業医科大学大学院医学研究科産業衛生学専攻の課程変更認可
- 2016年（平成28年）4月 - 産業医科大学大学院医学研究科産業衛生学専攻（博士課程）開設
- 2020年（令和2年）4月 - 産業保健学部環境マネジメント学科を産業衛生科学科へ名称変更[7]

## 教育および研究

### 組織

#### 学部
- 医学部
  - 医学科
- 産業保健学部
  - 看護学科
  - 産業衛生科学科

#### 大学院
- 医学研究科
  - 医学専攻（博士課程）
    - 産業医学研究基盤コース
    - 医学英語特別コース
    - がん専門医師養成コース（がん治療と就労の両立支援医師養成コース、がんゲノム医療重点コース）

  - 産業衛生学専攻（博士前期課程・博士後期課程）
  - 看護学専攻（修士課程）

#### 附属施設
- 産業医科大学病院
- 産業医科大学若松病院
- 産業生態科学研究所
- 産業医実務研修センター
- 産業医学情報教育施設
- 産業医学研究支援施設

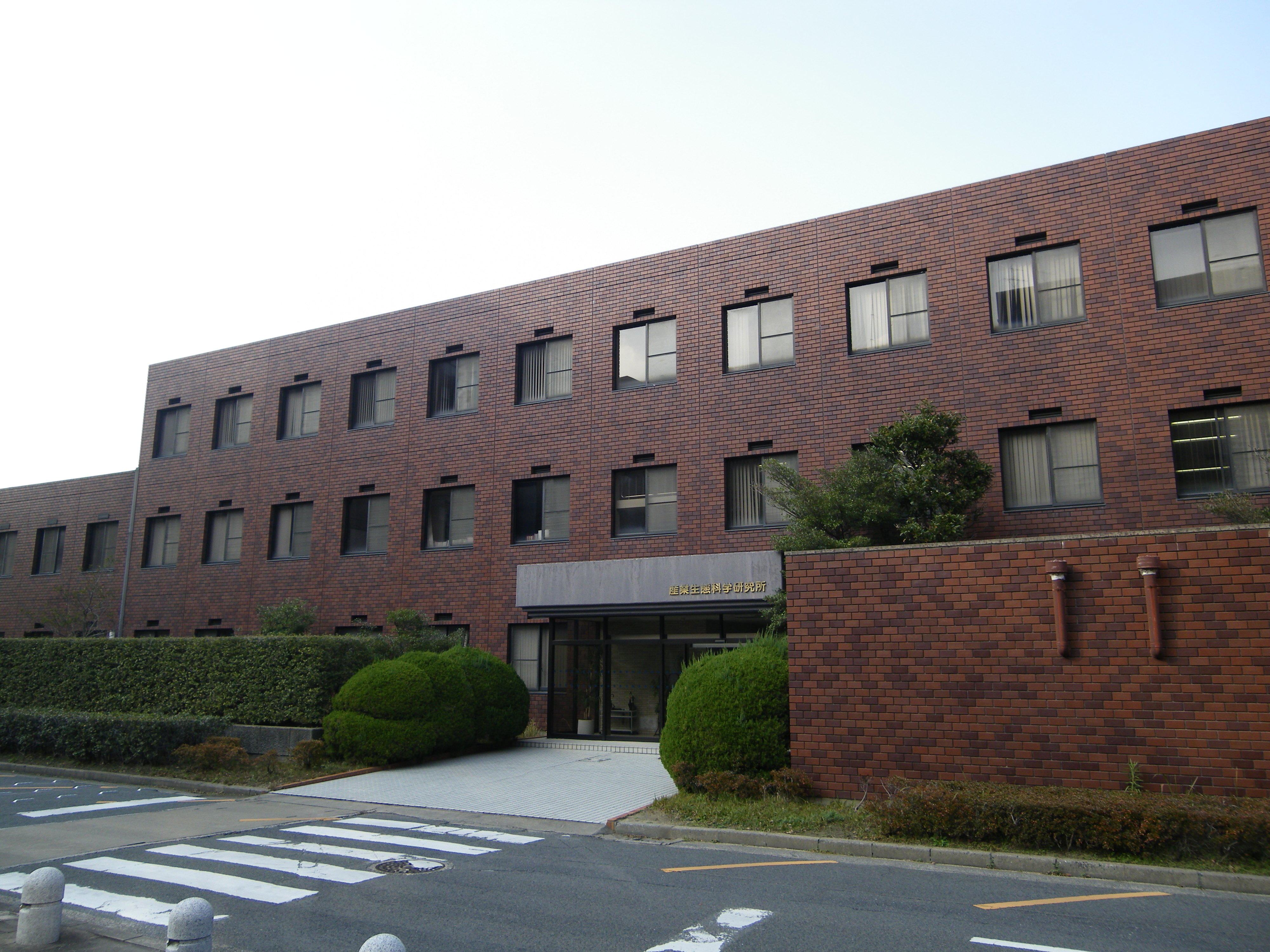
産業生態科学研究所

- 産業医科大学介護施設「デイサービス・ケアプランセンター 虹の丘」
  - 病院同様地域住民のための施設であるが、同時に学生が介護現場の実態を学ぶための施設ともなっている。

## 関連団体
- 一般財団法人産栄会
- 有限会社産医大サービス
  - 病院売店・レストランなど、学外一般も利用する福利厚生施設の運営を行う企業として分離設立された。電子マネーに関する業務も担当。
- 株式会社産業医大ソリューションズ
  - 産業医科大学の機能を補完する、産業医学・産業保健に関する教育・研修事業、コンサルタント事業、質の担保された産業医等の職業紹介事業等を行なう大学発のベンチャー企業。

## 対外活動
- 北九州学術研究都市産学連携フェアへの参加
  - 北九州学術研究都市で行われる産学連携フェアへ参加して研究活動・成果を紹介し、地域の産業界との交流を深めている[8][9][10]。北九州学術研究都市では、産業医科大学、九州工業大学大学院生命体工学研究科、早稲田大学大学院情報生産システム研究科、北九州市立大学国際環境工学部・大学院国際環境工学研究科、九州歯科大学、英国クランフィールド大学、理化学研究所脳科学総合研究センター、安川電機などが連携している[11][12][13]。
- 4大学スクラム講座
  - 北九州市内の4大学（産業医科大学、北九州市立大学、九州工業大学、九州歯科大学）は、国公私立の大学間の垣根を越え連携し合い、単一の大学では実現できない講座を実施している[14][15][16]。
- 地域連携による「ものづくり」継承支援人材育成協働プロジェクト
  - 北九州市内の4大学（産業医科大学、北九州市立大学、九州工業大学、九州歯科大学）が、医療分野、福祉分野、工学・技術分野という専門性と特色を活かしつつ、学習内容を相互補完・拡充し、地域ニーズに応じた学際的職業人を育成する[17][18]。

## 交通
最寄バス停
- 北九州市交通局「産業医科大学病院」- 大学敷地内に設置。
- 北九州市交通局・西鉄バス北九州「産業医科大学病院入口」- 敷地東側道路上に設置。

## その他
- 学内では、接触型ICカードを利用した専用電子マネーシステムが導入されており、学生・教職員専用電子マネー以外にもテレビカードに採用されていた。しかし後にテレビカードは磁気カード式に移行。そして交通系ICカード全国相互利用サービスの開始を機に、事後研修等で全国からやって来る産業医らや外来患者の便宜を図ることを狙い、2013年（平成25年）3月に九州旅客鉄道のSUGOCAを導入[19]。それにより旧式の学内専用電子マネーシステムは同月末で廃止されることになった。

## 大学関係者一覧

### 出身者
- 川島恵美 - 産業医。川島労働衛生コンサルタント事務所代表
- 小松永二 - 医師。西横浜国際総合病院元院長
- 和田耕治 - 医師、医学者。　国立健康危機管理研究機構　危機管理・運営局　危機管理参事